# Muradalılı
Muradalılı (azerbajdzjanska: Muradallı) är en ort i Azerbajdzjan.   Den ligger i distriktet İmişli Rayonu, i den centrala delen av landet, 160 km väster om huvudstaden Baku. Antalet invånare är 799.
Terrängen runt Muradalılı är mycket platt. Närmaste större samhälle är Imishli, 6,3 km nordväst om Muradalılı. 
Trakten runt Muradalılı består till största delen av jordbruksmark. Runt Muradalılı är det ganska tätbefolkat, med 58 invånare per kvadratkilometer.